# Беате Рюгиерт
Беа̀те Рюгѝерт (на немски: Beate Rygiert, [beˈʔaːtə ʁʏɡ'iːʁt]) е германска режисьорка, сценаристка и писателка на произведения в жанра социална драма, исторически роман, любовен роман, биография и мемоари. Пише и под псевдонима Табеа Бах (на немски: Tabea Bach).

## Биография и творчество
Беате Рюгиерт е родена на 21 октомври 1960 г. в Тюбинген, ФРГ. Израства в Южна Германия и Франция. От дете е запалена читателка и мечтае да бъде писателка. Следва театрознание, музикология и италианска литература в Мюнхенския университет и Флорентинския университет (магистърска степен), както и „творчество на филми“ в Нюйоркската филмова академия. След дипломирането си работи няколко години като оперен драматург. От 1993 г. е на свободна практика като пише романи, биографии, мемоари, сценарии и работи като режисьор на късометражни и документални филми.
Първият ѝ роман „Наследството на Броня“ е издаден през 2000 г. Следват романите ѝ „Фалшификаторът“, „Номадът“, „Любовният живот на папратите“ и др.
През 2019 г. е издаден романът ѝ „Жорж Санд и езикът на любовта“ от съвместната поредица „Смели жени между изкуството и любовта“. Той е история за смелата и любознателна Жорж Санд, готова винаги да наруши табутата, и нейната любовна връзка с известния композитор Фредерик Шопен.
През 2020 г. е издаден романът ѝ „Пианистката. Клара Шуман и музиката на любовта“ от поредицата „Смели жени между изкуството и любовта“. Историята се развива през 1835 г. в Лайпциг, когато шестнайсетгодишната виртуозна пианистка Клара Вик се завръща от успешно турне в Европа с баща си, музикалния педагог Фридрих Вик. Но с баща си има раздиращ конфликт, защото е влюбена в изключителния, но непригоден за живота Роберт Шуман.
През 2021 г. е издаден романът ѝ „Фрау фон Гьоте: Той е най-великият поет на своето време, но само нейната любов може да го спаси“ от същата поредица. Във Ваймар през 1788 г. Кристиане Вулпиус е модистка във фабрика за изкуствени цветя. Заради брат си се среща с тайния съветник Гьоте и те имат любов от пръв поглед. Тя забременява, „доброто общество“ е възмутено, но тя се бори за любовта си.
От 2017 г. публикува романи и под псевдонима Табеа Бах. Авторка е на поредиците „Остров Камелия“, „Копринената вила“, „Солната градина“ и „Вила Розенхолц“, а романите ѝ стават бестселъри.
За творческата си дейност получава множество работни стипендии от Асоциацията на немските писатели в Баден-Вюртемберг и от различни международни фондации, както и международната награда за книги „Корине“, наградата за литература „Вюрт“ и наградата за сценарий „Томас Стритматер“.
Беате Рюгиерт живее със семейството си в Шварцвалд, Андалусия и Щутгарт.

## Произведения

### Като Беате Рюгиерт

#### Самостоятелни романи
- Bronjas Erbe (2000)[1]
- Die Fälscherin (2001)
- Der Nomade (2006)
- Das Liebesleben der Farne (2009)
- Die Eroberung des Himmels (2010)
- Perlen der Macht (2014)
- Das Lied von der unsterblichen Liebe (2014)
- Herzensräuber (2017)
- Schäfchensommer (2020)
- Die Ullsteinfrauen und das Haus der Bücher (2021)
- Das Geheimnis der Mona Lisa (2023)

#### Поредица „Необикновени жени между новото начало и любовта“ (Außergewöhnliche Frauen zwischen Aufbruch und Liebe)
- George Sand und die Sprache der Liebe (2019) – за Жорж Санд[1] Жорж Санд и езикът на любовта, изд.: „Емас“, София (2025), прев. Ваня Пенева
- Die Pianistin. Clara Schumann und die Musik der Liebe (2020)
Пианистката. Клара Шуман и музиката на любовта, изд.: „Емас“, София (2023), прев. Величка Стефанова
- Frau von Goethe: Er ist der größte Dichter seiner Zeit, doch erst ihre Liebe kann ihn retten (2021)

от поредицата има още 12 романа от различни автори – Агнес Габриел, Алисън Патаки, Хайди Рен и др.

#### Сценарии
- Bronjas Erbe
- Das Orpheus-Projekt

### Като Табеа Бах

#### Поредица „Остров Камелия“ (Kamelien-Insel)
1. Het bloemeneiland (2018)[1]
2. Die Frauen der Kamelien-Insel (2018)
3. Heimkehr auf die Kamelien-Insel (2019)

#### Поредица „Копринената вила“ (Seidenvilla)
1. La Villa de la Seda (2020)[1]
2. El esplendor de la Villa de la Seda (2020)
3. El legado de la Villa de la Seda (2020)
4. Weihnachten in der Seidenvilla (2021)

#### Поредица „Солната градина“ (Salzgarten)
1. Sonne über dem Salzgarten (2022)[1]
2. Himmel über dem Salzgarten (2022)
3. Sterne über dem Salzgarten (2023)

#### Поредица „Вила Розенхолц“ (Rosenholzvilla)
1. Die Rosenholzvilla (2024)[1]

### Документални филми
- Auf der Walz (2003)
- Die Wüsten-Apotheke (2004)
- Mehr Licht! (2004)
- Heilkraft aus der Wüste (2004)
- Amok in Winnenden – das Leben danach (2014)